# Флаг Ростокина
Флаг внутригородского муниципального образования Росто́кино в Северо-Восточном административном округе города Москвы Российской Федерации.
Флаг утверждён 10 марта 2004 года и внесён в Геральдический реестр города Москвы с присвоением регистрационного номера.

## Описание
«Флаг муниципального образования Ростокино представляет собой двустороннее, прямоугольное полотнище с соотношением сторон 2:3.
В нижней части голубого полотнища помещено, примыкающее к нижнему и боковым краям полотнища, изображение белого мурованного акведука о шести опорах с двумя башнями по краям. Высота изображения составляет 3/8 ширины полотнища.
Над изображением акведука помещено изображение зелёной ветви липы с тремя листьями и двумя цветами, окаймлённой жёлтой нитью. Габаритные размеры изображения составляют 8/15 длины и 5/8 ширины полотнища. Центр изображения равноудалён от боковых краёв полотнища и на 1/8 ширины полотнища смещён к верхнему краю полотнища от его центра».

## Обоснование символики
Ветвь липы символизирует молодые побеги — ростки, что отражает название муниципального образования.
Белый мурованный акведук символизирует часть первого в Москве Мытищинского водопровода — Ростокинский акведук, находящийся на территории муниципального образования. Многоарочный мост, несущий канал для воды, был построен для пересечения водопровода с рекой Яузой. Сохранившийся до настоящих дней акведук является памятником гидротехнической архитектуры.
Голубой цвет полотнища символизирует водные ресурсы местности: Северный водоканал, реку Яузу.